# Fissidens pocsii
Fissidens pocsii är en bladmossart som beskrevs av Maurice Bizot, Marie Noelle Dury och Tamás Pócs 1976-77 [1977. Fissidens pocsii ingår i släktet fickmossor, och familjen Fissidentaceae. Inga underarter finns listade i Catalogue of Life.